# Peter Anton von Verschaffelt
Peter Anton von Verschaffelt (Gand, 8 maggio 1710 – Mannheim, 5 luglio 1793) è stato uno scultore fiammingo conosciuto anche come Peter Anton Verschaffelt e Peter van Verschaffelt. Fu attivo a Roma e Mannheim nel XVIII secolo.
In Italia è famoso per la creazione, nel 1753, della statua bronzea dell'angelo posta sulla sommità di Castel Sant'Angelo a Roma. L'angelo è raffigurato nell'atto di rinfoderare la spada a testimonianza di una visione avuta da papa Gregorio Magno in occasione della fine della peste che colpì Roma nel 590.
Nel 1752 fu chiamato come scultore di corte (Hofbildhauer) dal principe Carlo Teodoro di Wittelsbach a Mannheim, dove si dedicò al completamento dell'allestimento scultoreo della locale Jesuitenkirche (chiesa dei Gesuiti), e all'edificazione nel 1777 dello Zeughaus di gusto neoclassico (arsenale)  e del palazzo Bretzenheim.
Nel 1769 ottenne a Mannheim la carica di Direttore dell'Accademia delle Belle Arti presso la Antikensaal.